# Eberhard Grisebach

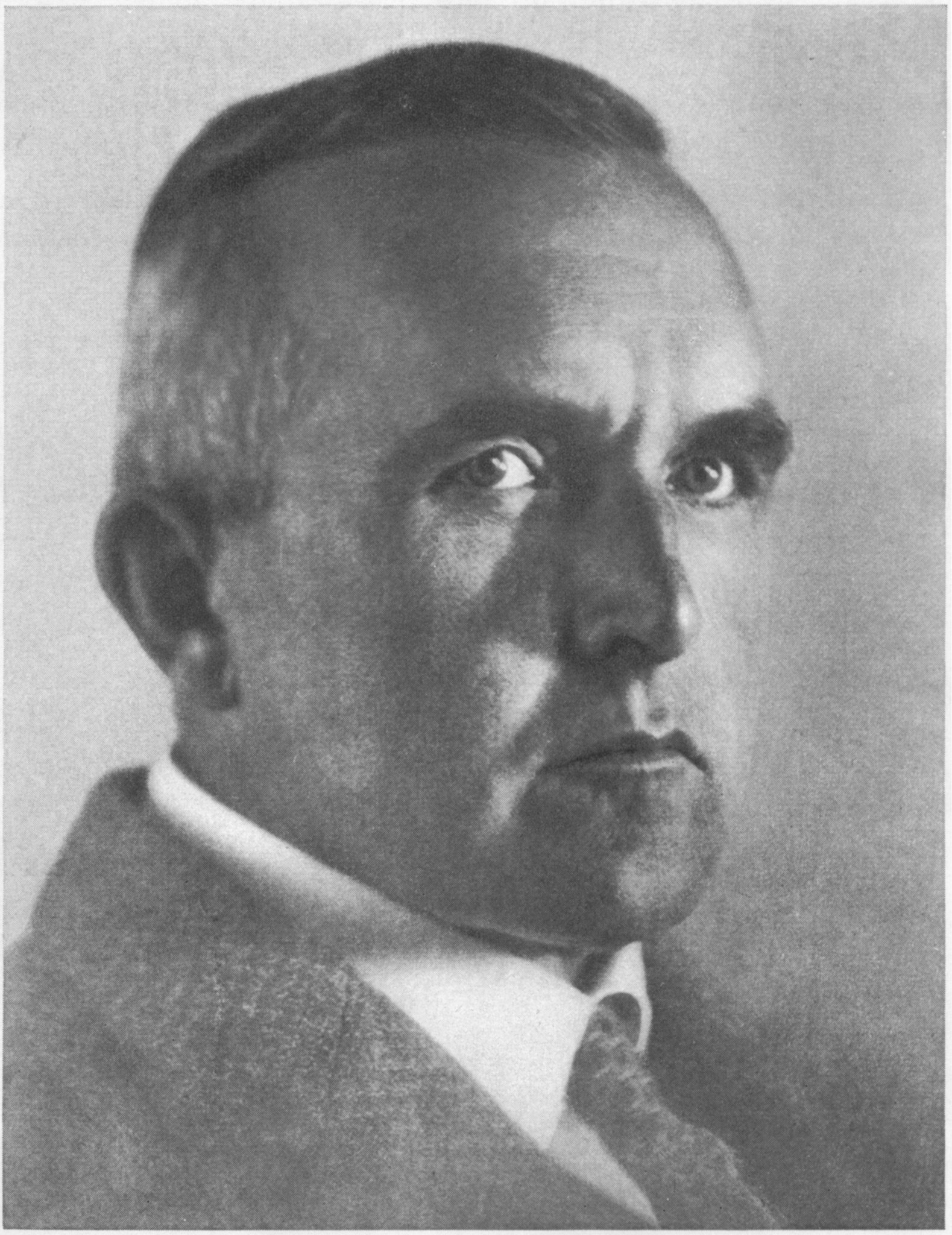
Eberhard Grisebach.

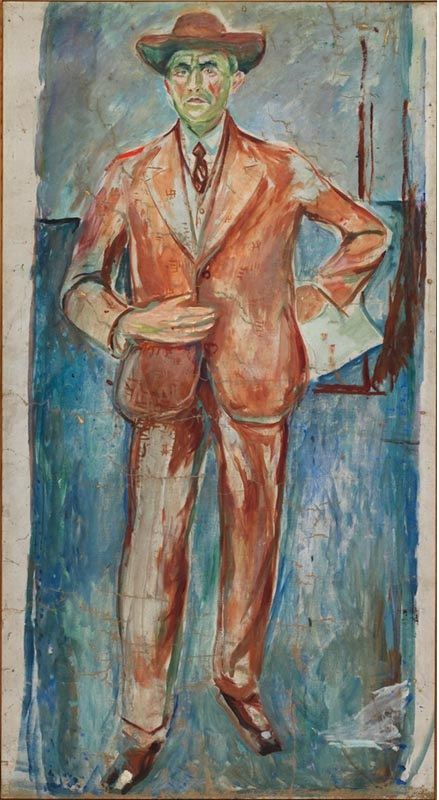
Eberhard Grisebach par Edvard Munch en 1932.

Eberhard Grisebach, né le 27 février 1880 à Hanovre (province de Hanovre) et mort le 16 juillet 1945 à Zurich (Suisse), est un philosophe allemand qui a stimulé la discussion philosophique et théologique des années 1920 et 1930, par son amitié avec Friedrich Gogarten (1887-1967), à côté de Karl Barth (1886-1968), fondateur de la soi-disant « théologie dialectique ».

## Famille
Ses parents étaient le vice-président du gouvernement Rudolf Grisebach (1838-1910) et son épouse, Marie Karoline Hedwig von Harnier (1857-1883), fille du député Adolf von Harnier (de). Eberhard Grisebach est un neveu du savant littéraire Eduard Grisebach (de) (1845-1906) et de l'architecte Hans Grisebach (1848-1904). L'historien d'art August Grisebach (de) (1881-1950) était son cousin, l'architecte berlinois Helmuth Grisebach (1883-1970), son frère cadet. 

## Biographie
En 1900, il étudie l'architecture à la Technische Hochschule Darmstadt. De 1901 à 1903, il étudie à l'Université technique de Charlottenburg, mais suit également à l'université de Berlin les cours de l'historien de l'art Heinrich Wölfflin (1864-1945), avec lequel il combine une profonde amitié tout au long de sa vie.